# Sebastián Cano Fernández
Sebastián Cano Fernández (Constantina, provincia de Sevilla, 1951) es un político español del PSOE.

## Biografía
Sebastián Cano está licenciado en Pedagogía por la Universidad de Sevilla. Entre 1985 y 1995 ha ido ocupando diversos puestos de responsabilidad en la Consejería de Educación. Entre 1996 y 2000 fue director general de Planificación y Ordenación Educativa. Entre 2000 y 2013 fue Viceconsejero de Educación, exceptuando el periodo que va entre 28 de enero y el 21 de abril de 2008, cuando fue consejero de Educación en sustitución de Cándida Martínez López que iba en las listas para el Congreso por la provincia de Jaén en las elecciones generales de 2008. Al formarse el nuevo gobierno volvió a ocupar su puesto de viceconsejero siendo sustituido por Teresa Jiménez Vílchez, hasta el 31 de diciembre de 2013. Se le considera el responsable práctico de las políticas educativas andaluzas durante todo el periodo de su mandato.
El 5 de diciembre de 2007 le fue concedida por la por entonces ministra de Educación, Mercedes Cabrera Calvo-Sotelo la Cruz de la Orden Civil de Alfonso X el Sabio